# کریستین اینسورالده
کریستین اینسورالده (انگلیسی: Cristian Insaurralde؛ زادهٔ ۲۰ ژوئیهٔ ۱۹۹۱) بازیکن فوتبال اهل آرژانتین است.
از باشگاه‌هایی که در آن بازی کرده‌است می‌توان به باشگاه فوتبال ریور پلاته، باشگاه فوتبال نیولز اولد بویز، و باشگاه فوتبال آمریکا اشاره کرد.